# Allium gilanense
Allium gilanense (цибуля ґілянська) — вид рослин з родини амарилісових (Amaryllidaceae); ендемік провінції Ґілян, північ Ірану. Вид демонструє тісні морфологічні зв'язки передусім з A. lenkoranicum і A. paniculatum. Кількість хромосом у нового виду становить 2n = 16.